# یوتا کامیا
یوتا کامیا (انگلیسی: Yuta Kamiya؛ زادهٔ ۲۴ آوریل ۱۹۹۷) بازیکن فوتبال اهل ژاپن است که در تیم ملی فوتبال زیر ۲۳ سال ژاپن بازی کرده‌است.